# Tudo Volta ao Seu Lugar
Tudo Volta Ao Seu Lugar é segundo EP da cantora brasileira Eyshila, sendo o seu décimo-quarto projeto inédito. Lançado no dia 4 de dezembro de 2020, o EP é o primeiro lançado pela Sony Music Brasil, e o primeiro voltado exclusivamente para as plataformas digitais.
Com a  produção musical de Johnny Essi (com exceção da faixa "Filho", com produção de Dani Aguiar), o EP começou a ser lançado em novembro de 2019. Por conta da pandemia de COVID-19, o projeto passou a ser lançado gradativamente em singles. 
O título, "Tudo Volta ao Seu Lugar", faz menção a canção "Lázaro", lançada em fevereiro de 2020. Todas as canções do EP ganharam versões em videoclipes, lançados no canal do YouTube da cantora.

## Repercussão
O feat com Isadora Pompeo da música "Nada Pode Calar Um Adorador" foi certificado como Disco de platina e é legível a Disco de platina duplo, o feat com Fernandinho da música "Tu És Bom (Em Todo o Tempo)" foi certificada como disco de ouro pela Pro-Música Brasil.
Ao todo o álbum possui 50 milhões de visualizações no Spotify e 20 milhões no YouTube, totalizando aproximadamente 70 milhões de visualizações, com destaque a "Nada Pode Calar Um Adorador" com Isadora Pompeo, "Tu És Bom (Em Todo o Tempo)" com Fernandinho, "Me Leva" com Nívea Soares, "Lázaro" e "Filho".

## Antecedentes
Em meados de agosto de 2019, Eyshila anuncia sua assinatura de contrato com a Sony Music. Dois meses depois, no dia 22 de novembro de 2019, a cantora lança o primeiro single pela Sony; "Eu Ainda Vou Sonhar", que aborda a nova fase de sua vida, e também a superação sobre a morte de seu filho, em 2016. O videoclipe, lançado em dezembro, traz participações de artistas e amigos da cantora, como Fernanda Brum, Leonardo Gonçalves, e a irmã de Eyshila, Liz Lanne.
No final de janeiro de 2020, Eyshila lança o segundo single do projeto; "Lázaro", composição de Delino Marçal em colaboração com Eyshila. O clipe, gravado também em janeiro, precisou ser adiado. Por conta da pandemia de COVID-19, a gravadora optou por regravar parte do videoclipe, e abordar no enredo o atual cenário da pandemia. O clipe foi finalmente lançado no dia 30 de abril, e em pouco tempo, ultrapassou um milhão de visualizações.
Em seguida, no dia 19 de junho de 2020, a cantora lança a colaboração com o cantor Fernandinho; "Tu És Bom (Em Todo o Tempo)", lançado também em videoclipe. Em 30 de julho, Eyshila lança a canção "Filho", lançada no mesmo dia do aniversário de seu filho, Lucas, e como forma de homenagem ao dia dos pais.. No dia 2 de outubro, a cantora lança a regravação do hit "Nada Pode Calar um Adorador", presente no álbum de mesmo nome lançado em 2009. Além de um novo arranjo moderno, a música conta com a participação de Isadora Pompeo. 
Em 6 de novembro de 2020, Eyshila lança o último single avulso de seu EP, a colaboração com Nivea Soares em "Me Leva". Em 4 de dezembro, o EP foi finalmente lançado completo, juntamente da música e clipe inédito "Dependente", com participações de Damares e Weslei Santos.

## Faixas
| N.º | Título                                               | Compositor(es)          | Duração |  |
| 1.  | "Tu és Bom (Em Todo Tempo) (feat. Fernandinho)"      | Eyshila                 | 05:53   |  |
| 2.  | "Lázaro"                                             | Delino Marçal e Eyshila | 05:22   |  |
| 3.  | "Nada Pode Calar um Adorador (feat. Isadora Pompeo)" | Eyshila                 | 04:53   |  |
| 4.  | "Eu Ainda vou Sonhar"                                | Eyshila                 | 04:24   |  |
| 5.  | "Me Leva (feat. Nívea Soares)"                       | Misaías Oliveira        | 05:05   |  |
| 6.  | "Filho"                                              | Eyshila                 | 04:10   |  |
| 7.  | "Dependente (feat. Damares e Weslei Santos)"         | Dimael Junior de Sousa  | 06:31   |  |